# Apple IIc
O Apple IIc, quarto modelo da família Apple II de microcomputadores, foi a primeira tentativa da Apple Computer para produzir um computador portátil. O resultado final foi uma versão transportável do Apple II+ pesando cerca de 3,5 kg, e que podia ser facilmente levada de um lugar para outro. O c do nome significa, justamente, compacto, referindo-se ao fato de que é basicamente um sistema Apple II completo (sem monitor de vídeo e com fonte de alimentação externa) espremido num gabinete do tamanho de um caderno. Embora apresentasse um drive de disquete embutido e portas de expansão para periféricos na traseira, não possuía os slots de expansão internos e o acesso direto à placa-mãe dos primeiros Apple II, tornando-o um sistema fechado (como o Macintosh). Todavia, este era exatamente o objetivo da Apple para este modelo: um computador de uso mais específico, pronto para usar assim que fosse desempacotado, exigindo pouca ou nenhuma experiência técnica e, portanto, atraente para usuários inexperientes.

## Especificações técnicas
| UCP           | WDC 65C02 em 1,023 MHz |
| RAM           | 128 KiB (base) — 1 MiB (máxima) |
| ROM           | 16 KiB |
| Teclado       | 62 teclas com teclas de cursor |
| Gráficos      | texto: 40x24 ou 80x24 linhas; gráficos: 40x48 (16 cores) / 80x48 (16 cores) / 280x192 (6 cores) / 140x192 (16 cores) / 560x192 (monocromático) |
| Som           | um canal (alto-falante embutido) |
| Periféricos   | Monitor de vídeo, joystick/mouse, monitor RGB, acionador de disco, 2 portas RS232C.                                                            |
| Armazenamento | 1 drive de 5" 1/4 slim, 140 KiB. |